# Горня (Хотимский район)
Горня (бел. Го́рня) — деревня в Хотимском районе Могилёвской области Белоруссии. В составе Беседовичского сельсовета.

## География
Рядом проходит трасса Н-74.
Ближайшие населённые пункты Варваровка (Хотимский район), через реку Осиновка — Осинка (Суражский район, Брянская область) и др.

## История
В 1910 году в Хотимской волости Климовичского уезда Могилёвской губернии.

## Население

### Численность
- 2009 год — 53 человек

### Динамика
- 1910 год — 60 дворов, 420 человек (199 муж., 221 жен.)[2]
- 1999 год — 129 человек (перепись населения)
- 2009 год — 53 человек (перепись населения)[2]

## События и мероприятия
В 2023 году прошло мероприятие, посвящённое 82-й годовщине со Дня битвы воинов-кавалеристов во главе с И. Г. Горобцом.

## Достопримечательность
- Памятник воинам-кавалеристам (1981). Памятник мемориала изображает боевого коня с всадником, держащим готовый к бою клинок. Автор памятника — минский скульптор Галина Горовая.

На мемориале надпись: «У д. Горня, защищая последнюю пядь белорусской земли, в неравном бою с фашистскими захватчиками погибли воины 112-го горно-кавалерийского полка, 21-й горно-кавалерийской дивизии». Это случилось 16 августа 1941 года, погибло 11 красноармейцев, известно имя лишь одного из них: политрук Иван Григорьевич Горобец.
- Рядом расположен песчаный карьер.
- Недалеко расположен памятник природы «Эталонные насаждения хвои».